# Édouard Chatton
Ne doit pas être confondu avec Édouard Charton.
Pour les articles homonymes, voir Chatton.
Édouard Pierre Léon Chatton est un zoologiste et un biologiste marin français, né le 11 octobre 1883 à Romont et mort le 23 avril 1947 à Banyuls-sur-Mer.

## Biographie
Né en Suisse à Romont, il est dès l'enfance fasciné par la biologie. Il étudie à Belfort où il obtient son baccalauréat en 1901, puis à Paris Sorbonne ; d'abord attiré par la botanique, il s'oriente vers la protozoologie, obtenant son certificat d’études (1905), sa licence en sciences biologiques (1905) et enfin son doctorat (1919).
Dès 1905, il découvre les péridiniens parasites dans le tube digestif des copépodes au Laboratoire Arago de Banyuls-sur-Mer. Dès lors, il ne cessera de fréquenter différentes stations océanologiques.
De 1907 à 1919, il est chef de laboratoire à l’Institut Pasteur dans le service de Félix Mesnil (1868-1938). En 1913, il est à l'Institut Pasteur de Tunis, où Charles Nicolle lui confie plusieurs études.
Durant la Première Guerre mondiale, il est mobilisé en août 1914, puis blessé l’année suivante. En 1918, il est affecté en Tunisie, à Gabès, où il crée et dirige le laboratoire de bactériologie du Sud-Tunisien. Il reçoit diverses décorations dont la croix de guerre et la médaille coloniale. Il devient le collaborateur et le suppléant de Charles Nicolle à Tunis.
En 1919, il est maître de conférences à l’université de Strasbourg, puis professeur titulaire de biologie générale (1922). En 1925, il propose une classification du monde vivant en deux types cellulaires qu'il nomme Procaryotes (organismes à cellules sans noyau) et Eucaryotes (organismes à cellules avec noyau).
En 1927, Il dirige l’Institut de zoologie et de biologie générale de l'université de Montpellier, et la station de biologie marine de Sète. En 1930, il est directeur du laboratoire de protistologie à l’École pratique des hautes études.
En 1937, il devient professeur de biologie marine à la faculté des sciences de Paris, et directeur des stations de Villefranche-sur-Mer, et de Banyuls-sur-Mer où il meurt le 13 avril 1947.

## Travaux scientifiques

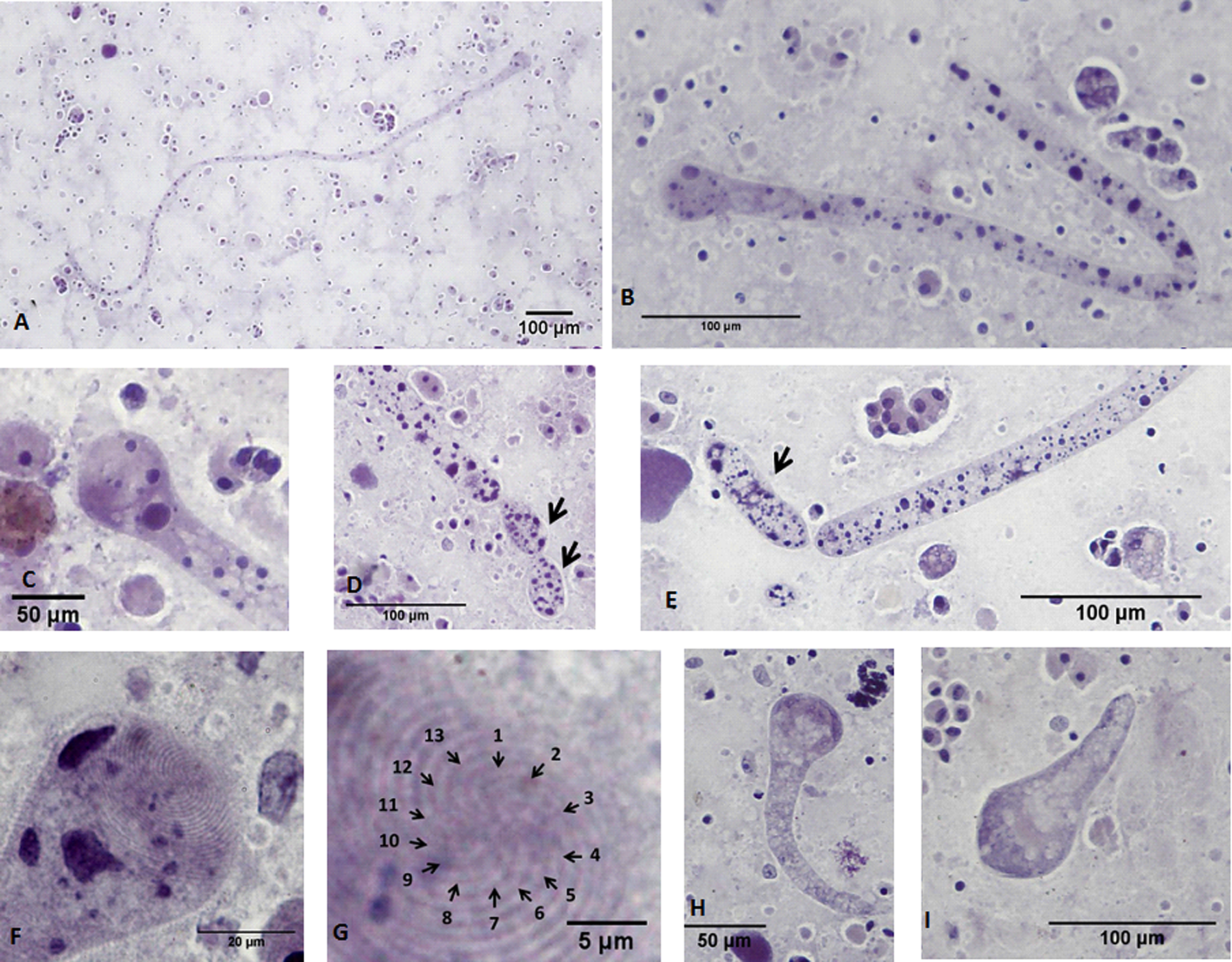
Chromidina chattoni, une espèce de Protozoaire nommée en 2016 en l'honneur d'Édouard Chatton

Chatton est l’auteur de plus de 250 publications notamment dans les revues : Bulletin de l'Institut Océanographique, Bulletin biologique de la France et de la Belgique, Bulletin de la Société zoologique de France, Bulletin de la Société de pathologie exotique.
Édouard Chatton fut le premier à observer les différents systèmes d'organisation cellulaire existant entre les Procaryotes et les Eucaryotes et proposa ces termes en 1925 dans l'article Pansporella perplexa : Réflexions sur la biologie et la phylogénie des Protozoaires.
Il décrit 60 genres nouveaux et 150 espèces inédites de Protozoaires. Édouard Chatton contribua à la connaissance des Dinoflagellés et des Ciliés.
Édouard Chatton a associé à ses travaux de nombreux élèves et collaborateurs, dont sa propre épouse Marie Chatton. Certains sont devenus célèbres comme André Lwoff (Prix Nobel de médecine en 1965).

## Publications
- « Pansporella perplexa. Réflexions sur la biologie et la phylogénie des protozoaires' », dans Annales des Sciences Naturelles - Zoologie et Biologie Animale, 10e serie, vol. VII, p. 1-84 lire en ligne sur Gallica.

## Titres et distinctions
- Professeur honoraire de l’université de Strasbourg (1932) et de Montpellier (1937).
- Membre de plusieurs sociétés savantes dont : la Société zoologique de France (qu’il préside en 1928), la Société de pathologie exotique (1912), etc. Membre correspondant de l'Institut de France (1933).
- Plusieurs grands prix : de l'Académie des Sciences de Paris, de l'Académie de Médecine, de l'Académie Royale de Belgique.